# Temptation Island (tredicesima edizione)
La tredicesima edizione del reality show Temptation Island è andata in onda ogni martedì in prima serata su Canale 5 dal 10 settembre al 22 ottobre 2024 per sette puntate con la conduzione di Filippo Bisciglia.
È stata la seconda edizione ad essere trasmessa nel 2024, in quanto realizzata a distanza di due mesi dalla fine della precedente edizione, sempre impostata allo stesso modo (cosa analoga era già successo nella nona edizione quando Temptation Island è stato promosso nella stagione autunnale con la conduzione di Alessia Marcuzzi).
Una delle principali riconferme di questa edizione è stata il numero delle coppie partecipanti, che ammonta a 7 come nell'ottava, nell'undicesima e nell'edizione precedente. Allo stesso modo il numero di tentatori e tentatrici è rimasto 13. Novità di questa edizione è stato l'aumento di puntate, che per la prima volta nella storia del programma sono state 7.
Il motto di questa edizione è stato Perché un viaggio cambia modo di guardare le cose, e le cose che guardiamo possono cambiare.
La sigla finale per gli Highlights di ogni puntata è stata Vampire di Olivia Rodrigo.
Per la seconda volta nella storia del programma, nessuna delle coppie ha raggiunto i 21 giorni prestabiliti per il falò di confronto finale.
Oltre alla messa in onda su Canale 5, il programma è stato replicato anche su La5.

## Le coppie
Le coppie che partecipano all'edizione sono le seguenti:
     La coppia ha deciso di uscire insieme / La coppia è ancora insieme.
     La coppia ha deciso di uscire separati / La coppia si separa dopo il programma.
     La coppia è stata espulsa.
     Il fidanzato / la fidanzata richiede il falò di confronto immediato e anticipato
     La coppia partecipa al falò di confronto finale al termine dei 21 giorni.
     La coppia non partecipa al falò di confronto straordinario.
     La coppia è in pausa.
| Coppia | Coppia               | Relazione                     | Decisione            | Decisione           | Decisione              | Note    |
| n°     | Partecipanti         | Relazione                     | Falò di confronto    | Falò di confronto   | Dopo Temptation Island | Note    |
| n°     | Partecipanti         | Relazione                     | Anticipato           | Straordinario       | Dopo Temptation Island | Note    |
| ------ | -------------------- | ----------------------------- | -------------------- | ------------------- | ---------------------- | ------- |
| 1      | Alfonso D'Apice      | fidanzati da 8 anni           | Insieme (Puntata 7)  | Non partecipanti    | Separati               | [ N 1 ] |
| 1      | Federica Petagna     | fidanzati da 8 anni           | Insieme (Puntata 7)  | Non partecipanti    | Separati               | [ N 1 ] |
| 2      | Antonio Maietta      | fidanzati da 3 anni           | Separati (Puntata 6) | Non partecipanti    | Separati               |         |
| 2      | Titti Scialò         | fidanzati da 3 anni           | Separati (Puntata 6) | Non partecipanti    | Separati               |         |
| 3      | Michele Varriale     | fidanzati da 1 anno e 10 mesi | Separati (Puntata 6) | Non partecipanti    | Insieme                | [ N 2 ] |
| 3      | Millie Poli Fardella | fidanzati da 1 anno e 10 mesi | Separati (Puntata 6) | Non partecipanti    | Insieme                | [ N 2 ] |
| 4      | Mirco Rossi          | fidanzati da 9 anni           | Separati (Puntata 6) | Non partecipanti    | Separati               | [ N 3 ] |
| 4      | Giulia Duranti       | fidanzati da 9 anni           | Separati (Puntata 6) | Non partecipanti    | Separati               | [ N 3 ] |
| 5      | Alfred Ekhator       | fidanzati da 1 anno e 9 mesi  | Separati (Puntata 5) | Non partecipanti    | Separati               | [ N 4 ] |
| 5      | Anna Floacciardi     | fidanzati da 1 anno e 9 mesi  | Separati (Puntata 5) | Non partecipanti    | Separati               | [ N 4 ] |
| 6      | Valerio Palma        | fidanzati da 7 anni e 6 mesi  | Separati (Puntata 4) | Insieme (Puntata 5) | Insieme                |         |
| 6      | Diandra Pecchioli    | fidanzati da 7 anni e 6 mesi  | Separati (Puntata 4) | Insieme (Puntata 5) | Insieme                |         |
| 7      | Fabio Mascaro        | fidanzati da 1 anno           | Insieme (Puntata 2)  | Non partecipanti    | Insieme                |         |
| 7      | Sara El Moudden      | fidanzati da 1 anno           | Insieme (Puntata 2)  | Non partecipanti    | Insieme                |         |

## Tentatrici
L'età delle tentatrici si riferisce al momento dell'arrivo sull'isola delle tentazioni. Le tentatrici che hanno partecipato a questa edizione sono 13:
| Tentatrici          | Età     | Professione               | Nazionalità |
| ------------------- | ------- | ------------------------- | ----------- |
| Alessia Sagripanti  | 25 anni | Hostess di eventi         | Italia      |
| Camilla Lorieri     | 29 anni |                           | Italia      |
| Michelle Canario    | 20 anni | Estetista                 | Italia      |
| Valery Coda         | 24 anni | Imprenditrice, stilista   | Italia      |
| Raffaella Ligorio   | 25 anni | Studentessa e modella     | Italia      |
| Ludovica Pia Brandi | 21 anni | Studentessa universitaria | Italia      |
| Jasmine Gulotta     | 25 anni | Commessa                  | Italia      |
| Julia Roccuzzo      | 27 anni | Consulente intermediaria  | Italia      |
| Roberta Moro        | 39 anni | Dottoressa podologa       | Italia      |
| Sara Villa          | 23 anni | Imprenditrice             | Italia      |
| Silvia Scavo        | 35 anni | Architetto                | Italia      |
| Silvy Casella       | 20 anni | Studentessa universitaria | Italia      |
| Sofia Costantini    | 27 anni | Studentessa universitaria | Italia      |

## Tentatori
L'età dei tentatori si riferisce al momento dell'arrivo sull'isola delle tentazioni. I tentatori che hanno partecipato a questa edizione sono 13:
| Tentatori          | Età     | Professione                 | Nazionalità |
| ------------------ | ------- | --------------------------- | ----------- |
| Alessandro         | 42 anni | Personal trainer            | Italia      |
| Anto Anastasi      | 32 anni | Manager                     | Italia      |
| Daniele Capuana    | 38 anni | Allenatore sportivo         | Italia      |
| Daniel             | 27 anni | Imprenditore                | Italia      |
| Giovanni De Rosa   | 28 anni | Imprenditore                | Italia      |
| Yousif Elshafie    | 33 anni | Chef, barman                | Italia      |
| Francesco Fulloni  | 23 anni | Manager                     | Italia      |
| Edoardo Gullino    | 24 anni | Giardiniere                 | Italia      |
| Valentino Leonardi | 31 anni | Impiegato, personal trainer | Italia      |
| Alex Sartirana     | 33 anni | Imprenditore                | Italia      |
| Stefano Tediosi    | 32 anni | Barista                     | Italia      |
| Bruno Topolini     | 32 anni | Imprenditore                | Italia      |
| John Zunda         | 30 anni | Impiegato                   | Italia      |

## Ascolti
| Puntata | Messa in onda     | Telespettatori | Share  | Fonte  | Ospiti     |
| ------- | ----------------- | -------------- | ------ | ------ | ---------- |
| 1       | 10 settembre 2024 | 3 362 000      | 23,88% | [ 8 ]  | Tony Renda |
| 2       | 17 settembre 2024 | 3 124 000      | 21,47% | [ 9 ]  | Tony Renda |
| 3       | 24 settembre 2024 | 2 870 000      | 20,72% | [ 10 ] | –          |
| 4       | 1º ottobre 2024   | 3 293 000      | 22,55% | [ 11 ] | –          |
| 5       | 8 ottobre 2024    | 3 381 000      | 23,87% | [ 12 ] | –          |
| 6       | 15 ottobre 2024   | 3 244 000      | 23,05% | [ 13 ] | –          |
| 7       | 22 ottobre 2024   | 3 008 000      | 20,73% | [ 14 ] | –          |
| Media   | Media             | 3 183 000      | 22,32% |        |            |